# POLD4
POLD4‏ (DNA polymerase delta 4, accessory subunit) هوَ بروتين يُشَفر بواسطة جين POLD4 في الإنسان.